# Étienne Chicot
Étienne Chicot (Fécamp, 1949. május 5. – Párizs, 2018. augusztus 7.) francia színész, zeneszerző.

## Fontosabb filmjei
- Agresszió (L’agression) (1975)
- Klein úr (Monsieur Klein) (1976)
- Rendőrök háborúja (La guerre des polices) (1979)
- Rossz fiú (Un mauvais fils) (1980)
- A fegyverek választása (Le choix des armes) (1981)
- Egy zsaru bőréért (Pour la peau d’un flic) (1981)
- Hotel Amerika (Hôtel des Amériques) (1981)
- A sokk (Le choc) (1982)
- Végzetes kaland (Mortelle randonnée) (1983)
- Egy kamaszlány (36 fillette) (1988)
- Találkozás Vénusszal (Meeting Venus) (1991)
- A dicsőség kapui (Les portes de la gloire) (2001)
- Kutyák és farkasok közt (Entre chiens et loups) (2002)
- Furkó fakabátok (Gomez & Tavarès) (2003)
- A sittes (À la petite semaine) (2003)
- Farkasok birodalma (L’empire des loups) (2005)
- Királyi kalamajka (Palais royal!) (2005)
- A Da Vinci-kód (The Da Vinci Code) (2006)
- Transz-Szibéria (Transsiberian) (2008)
- Rablás olasz módra (Hold Up à l’Italienne) (2008, tv-film)
- Fapados történet (Low Cost) (2011)
- A Lyon-i banda (Les Lyonnais) (2011)
- Véletlen boldogság (Un plan parfait) (2012)
- Szuper-hipochonder (Supercondriaque) (2014)